# Two Steps from the Move
Two Steps from the Move — четвёртый студийный альбом финской глэм-панк-группы Hanoi Rocks, изданный в 1984 году.

## Об альбоме
Для Hanoi Rocks Two Steps from the Move 1984 года стал первым альбомом, выпущенным таким крупным лейблом, как Columbia Records, и спродюсированным таким известным мастером, как Боб Эзрин. Одной из главных причин, по которым группа хотела видеть в качестве продюсера Эзрина, было то, что он работал с такими исполнителями, как Alice Cooper, Pink Floyd и Kiss. Под руководством Эзрина коллектив обогатил свой мелодичный глэм-панк элементами тёмного хард-рока, который в то время был популярен в США. Изначальным названием альбома было Silver Missiles and Nightingales, но в последний момент группа поменяла его. Неиспользованное имя впоследствии получил альбом Энди Маккоя и Нэсти Суисайда, выпущенный под авторством дуэта The Suicide Twins.
Для Майкла Монро работа с Эзриным стала эпохальным опытом обучения. Он отправился в студию для того, чтобы учиться у гуру, в свое время продюсировавшего лучшие альбомы Элиса Купера. Занимаясь песенными аранжировками, давая советы по технике пения, Эзрину во многом удалось раскрыть потенциал Майкла Монро, и Майкл гордился собой.
«Я предварительно тренировался и улыбался по утрам, когда все остальные в группе мучились с похмелья. Раззл больше не называл меня «Горестным Ликом», он придумал мне новую кличку «The Little Ray Of Sunshine» («Лучик Солнечного Света»). Ребята на меня обижались, так как считали, что музыканты рок-группы просто обязаны постоянно бухать. Тем не менее, работая в студии, я продемонстрировал, что мой образ жизни соответствует музыке. Я пел лучше и точнее, чем когда-либо, так старался, что даже Энди меня хвалил».
Через Боба Эзрина Майкл Монро познакомился с Яном Хантером, вокалистом и гитаристом Mott The Hoople, который был величайшим рок-героем для всех музыкантом Hanoi Rocks. Эзрин попросил Хантера помочь группе с написанием текстов песен.
«Все что я на тот момент знал о Hanoi Rocks, так это то, что это отвязная группа», рассказывает Ян Хантер. «Я был очень польщен, так как ребята сказали, что не хотят, чтобы кто-то другой, кроме меня, писал для них тексты. Я отправился в студию, и Боб Эзрин поинтересовался, могу ли я написать несколько текстов на следующей неделе. Я взял с собой три песни, и вернул их с уже готовой лирикой на следующий день. Ребята остались довольны».                
Two Steps from the Move считается наиболее успешной записью Hanoi Rocks. По своём выходе он достиг 28-го места в британском хит-параде UK Singles Chart и 49-го — в японском чарте Oricon. Во время гастролей группы по Штатам на одном из концертов присутствовали будущие участники Guns N’ Roses Слэш и Дафф Маккаган, вскоре после этого строчки из песни Hanoi Rocks «Underwater World» Welcome to the ocean. Welcome to the sea. Welcome to the jungle. Deep inside of me. дали название первому треку дебютного альбома Guns N’ Roses Appetite for Destruction — «Welcome to the Jungle». По сей день Two Steps from the Move считается классикой глэм/хард-рока.
Несмотря на это, вскоре после выхода альбома Hanoi Rocks постигла трагическая утрата. 8 декабря 1984 года ударник группы Николас «Раззл» Дингли вместе с вокалистом Mötley Crüe Винсом Нилом поехал в Редондо-Бич на поиски магазина спиртных напитков. В пути пьяный Нил потерял управление и попал аварию, результатом которой стала гибель Раззла. Майкл Монро впоследствии описал свои чувства так: «Один из нас умер, и это ужасно. Если бы у нас были какие-то мечты, то это был бы конец для них». Потрясённые горем, участники отменили все концерты, намеченные на 1985 год, а вскоре группа была распущена. Николасу Дингли посвящён альбом Mötley Crüe Theatre of Pain.

## Список композиций
| №   | Название                     | Автор(ы)                   | Длительность |
| --- | ---------------------------- | -------------------------- | ------------ |
| 1.  | «Up Around the Bend»         | Джон Фогерти               | 3:06         |
| 2.  | «High School»                | Энди Маккой, Боб Эзрин     | 3:52         |
| 3.  | «I Can’t Get It»             | Маккой, Эзрин, Ян Хантер   | 4:12         |
| 4.  | «Underwater World»           | Маккой                     | 5:16         |
| 5.  | «Don’t You Ever Leave Me»    | Маккой                     | 4:05         |
| 6.  | «Million Miles Away»         | Маккой, Эзрин, Майкл Монро | 4:47         |
| 7.  | «Boulevard of Broken Dreams» | Маккой, Эзрин, Хантер      | 4:03         |
| 8.  | «Boiler»                     | Hanoi Rocks                | 4:22         |
| 9.  | «Futurama»                   | Маккой, Эзрин              | 3:08         |
| 10. | «Cutting Corners»            | Маккой, Эзрин              | 4:20         |

Финское переиздание
| №   | Название                                | Автор(ы)            | Длительность |
| --- | --------------------------------------- | ------------------- | ------------ |
| 11. | «Two Steps from the Move»               | Маккой              | 2:39         |
| 12. | «Don’t You Ever Leave Me» (12" version) | Маккой              | 4:02         |
| 13. | «Oli and Gasoline»                      | Маккой, Грэгг Браун | 4:43         |
| 14. | «Magic Carpet Ride»                     | Маккой, Монро       | 4:29         |

Британский бонус-диск
| №   | Название                      | Автор(ы)      | Длительность |
| --- | ----------------------------- | ------------- | ------------ |
| 11. | «Oriental Beat» (Live)        | Маккой        | 3:14         |
| 12. | «Back to Mystery City» (Live) | Маккой        | 4:32         |
| 13. | «Motorvatin’» (Live)          | Маккой, Монро | 4:43         |
| 14. | «Until I Get You» (Live)      | Маккой        | 4:33         |
| 15. | «Mental Beat» (Live)          | Маккой        | 6:06         |
| 16. | «11th Street Kids» (Live)     | Маккой        | 4:25         |
| 17. | «Tragedy» (Live)              | Маккой        | 3:48         |
| 18. | «Malibu Beach» (Live)         | Маккой        | 2:53         |

## Участники записи
- Майкл Монро — вокал, саксофон
- Энди Маккой — гитара, вокал
- Нэсти Суисайд — гитара, вокал
- Сэми Яффа — бас-гитара, вокал
- Раззл — ударные, вокал

Гости
- Боб Эзрин — клавишные, ударные, вокал
- Джени, Лиза, Джульет, Мишель — бэк-вокал